# Deinopis guianensis
Espèce
Deinopis guianensis est une espèce d'araignées aranéomorphes de la famille des Deinopidae.

## Distribution
Cette espèce est endémique de Guyane.

## Étymologie
Son nom d'espèce, composé de guian[e] et du suffixe latin -ensis, « qui vit dans, qui habite », lui a été donné en référence au lieu de sa découverte, la Guyane.

## Publication originale
- Taczanowski, 1874 : Les aranéides de la Guyane française. Horae Societatis entomologicae Rossicae, vol. 10, p. 56-115 (texte intégral).